# Place Xinghai
La place Xinghai est une place de Dalian, la capitale de la province du Liaoning, en Chine. Construite de 1994 à 1997, il s'agit en 2014 de la plus grande place urbaine du monde, atteignant 1,1 km2.

## Nom
Le nom chinois de la place est xīnghǎi guǎngchǎng 星海广场, xīnghǎi guǎngchǎng). « Xinghai » signifie littéralement « mer d'étoiles » et fait référence à la baie Xinghai, au nord de laquelle est construite Dalian.

## Caractéristiques
La place Xinghai est située au sud de la ville de Dalian. Elle prend la forme d'une grande ellipse, son grand-axe, orienté nord-sud, atteignant 1 km de long et son petit-axe environ 630 m. Avec une superficie totale de 1,1 km2, elle est réputée être la plus grande place du monde, dépassant de peu la place Merdeka de Jakarta en Indonésie.
L'extérieur de l'ellipse est délimité par une route à plusieurs voies. Quatre autres routes suivent les diagonales de l'ellipse, au nord-ouest, nord-est, sud-est et sud-ouest. Une deuxième route elliptique concentrique, plus étroite, est située vers l'intérieur, à une centaine de mètres de la périphérie. L'espace entre les routes est constitué de parterres de buissons et de pelouse. Un dernier ensemble routier suit le grand-axe de l'ellipse, constitué d'une bande centrale de bassins et de fontaines entourée de parterres, eux-mêmes délimités par deux avenues.
Le centre de la place est occupé par un immense rond-point circulaire de 45 000 m2. Sur celui-ci, des briques jaunes et brunes pavent le sol, agencées en triangles, et forment une étoile à cinq branches, qui donne son nom à la place. Au centre de l'étoile se dresse un huabiao, une colonne ornementale de marbre blanc utilisée traditionnellement dans l'architecture chinoise. Le huabiao est érigé sur une plate-forme circulaire constituée de 999 briques de marbre rouge, reprenant la structure de l'autel du ciel (en), un élément du temple du ciel à Pékin. La plate-forme est entourée par neuf dings géants. Cinq grandes lanternes chinoises, d'une vingtaine de mètres de hauteur, sont disposées dans les cinq creux de l'étoile.
Les dimensions de la place centrale sont symboliques : le huabiao mesure précisément 19,97 m de hauteur et 1,997 m de diamètre ; érigé en 1997, il commémore la rétrocession de Hong Kong à la Chine qui s'est tenue cette année-là. Le rond-point entourant le centre mesure 199,9 m de diamètre à l'intérieur, référence à 1999, 100e anniversaire de la fondation de Dalian. Il mesure 239,9 m à l'extérieur, référence au 500e anniversaire de cette fondation qui aura lieu en 2399.

## Historique
La place est construite sur d'anciennes salines abandonnées, remblayées par des matériaux de construction. Sa construction débute en 1994. La place est inaugurée le 30 juin 1997.
Entre fin juillet et début août, la place accueille le festival annuel international de la bière.

## Galerie d'images

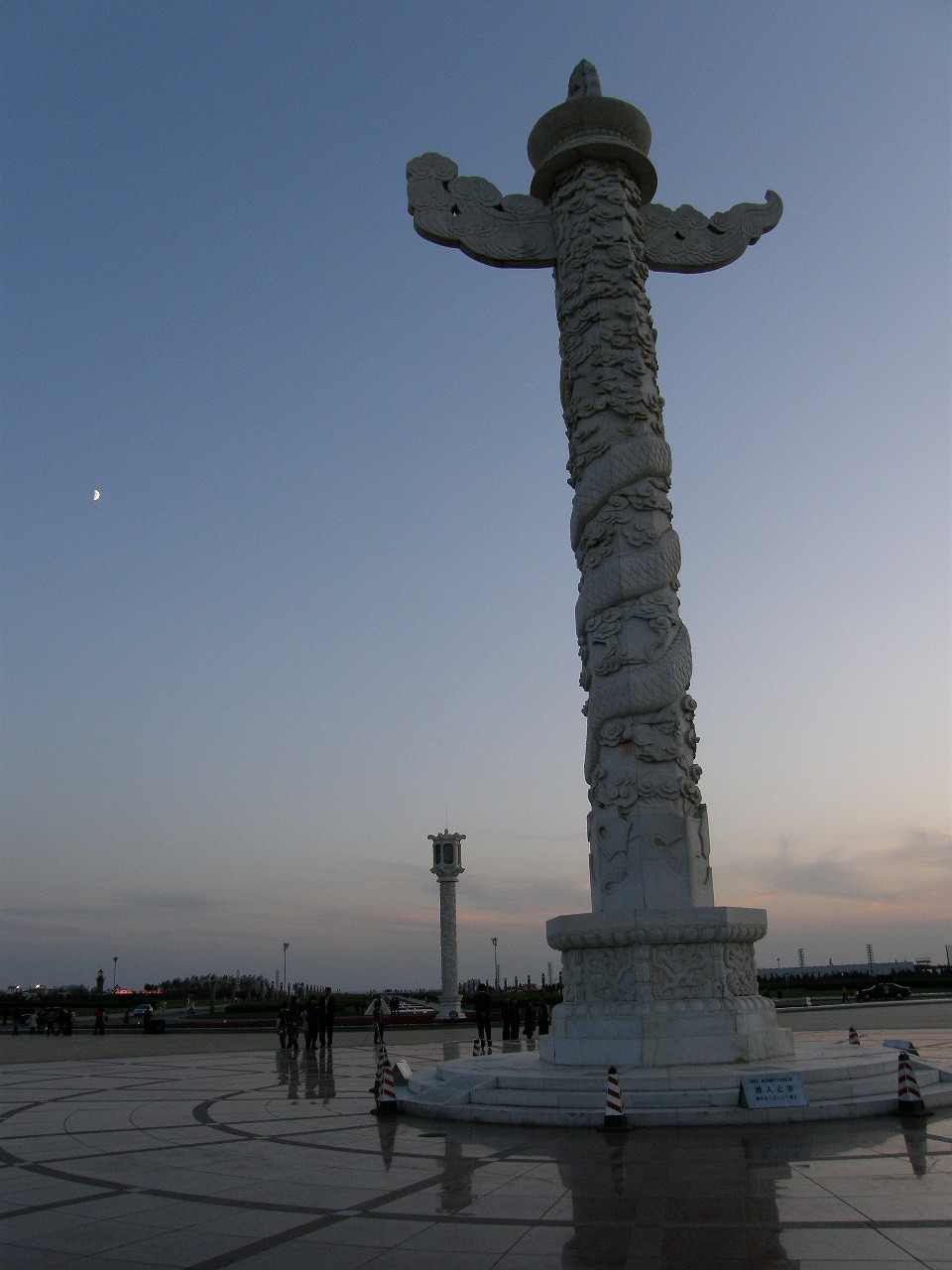
Huabiao de la place Xinghai
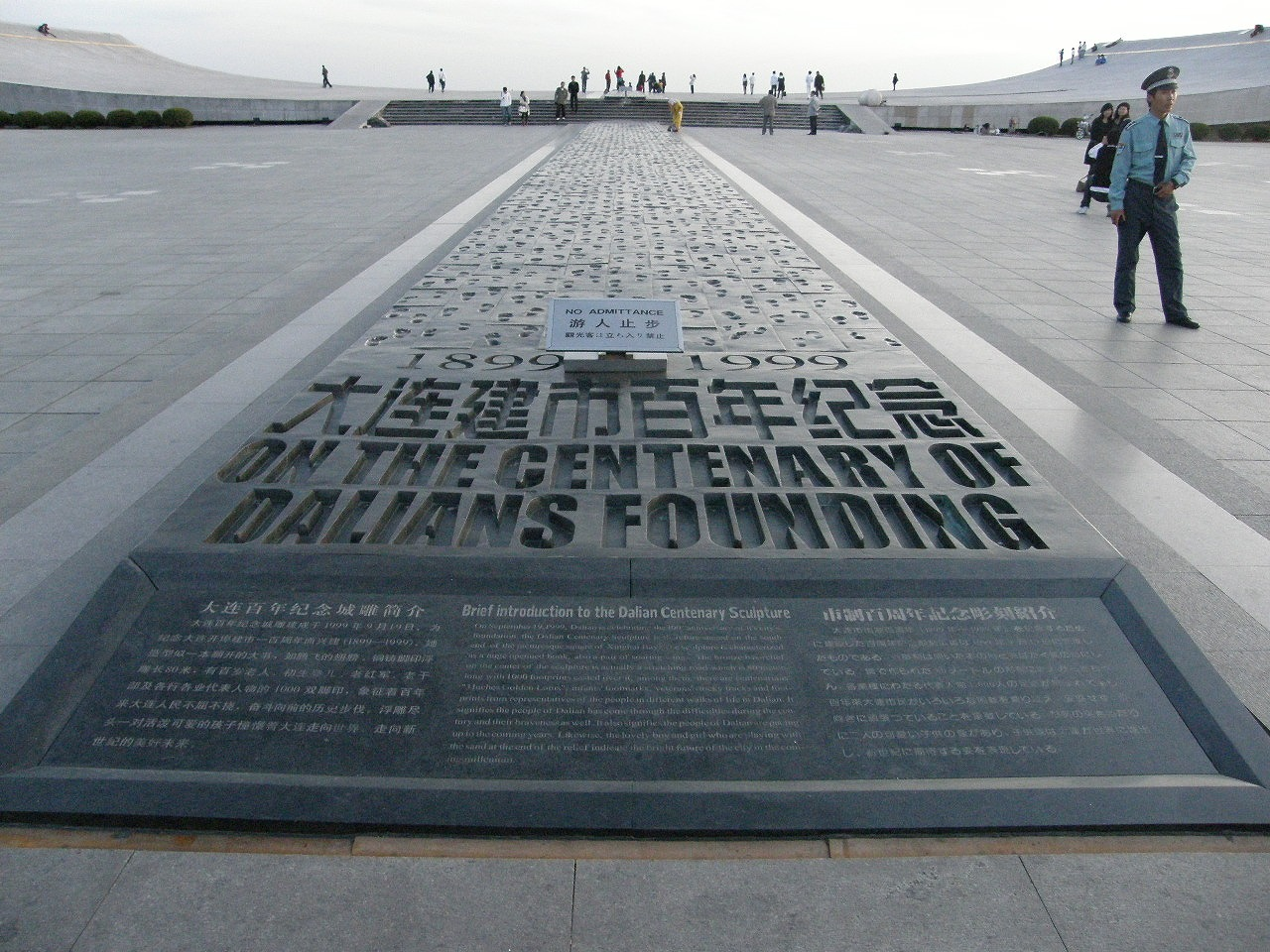
Place Xinghai
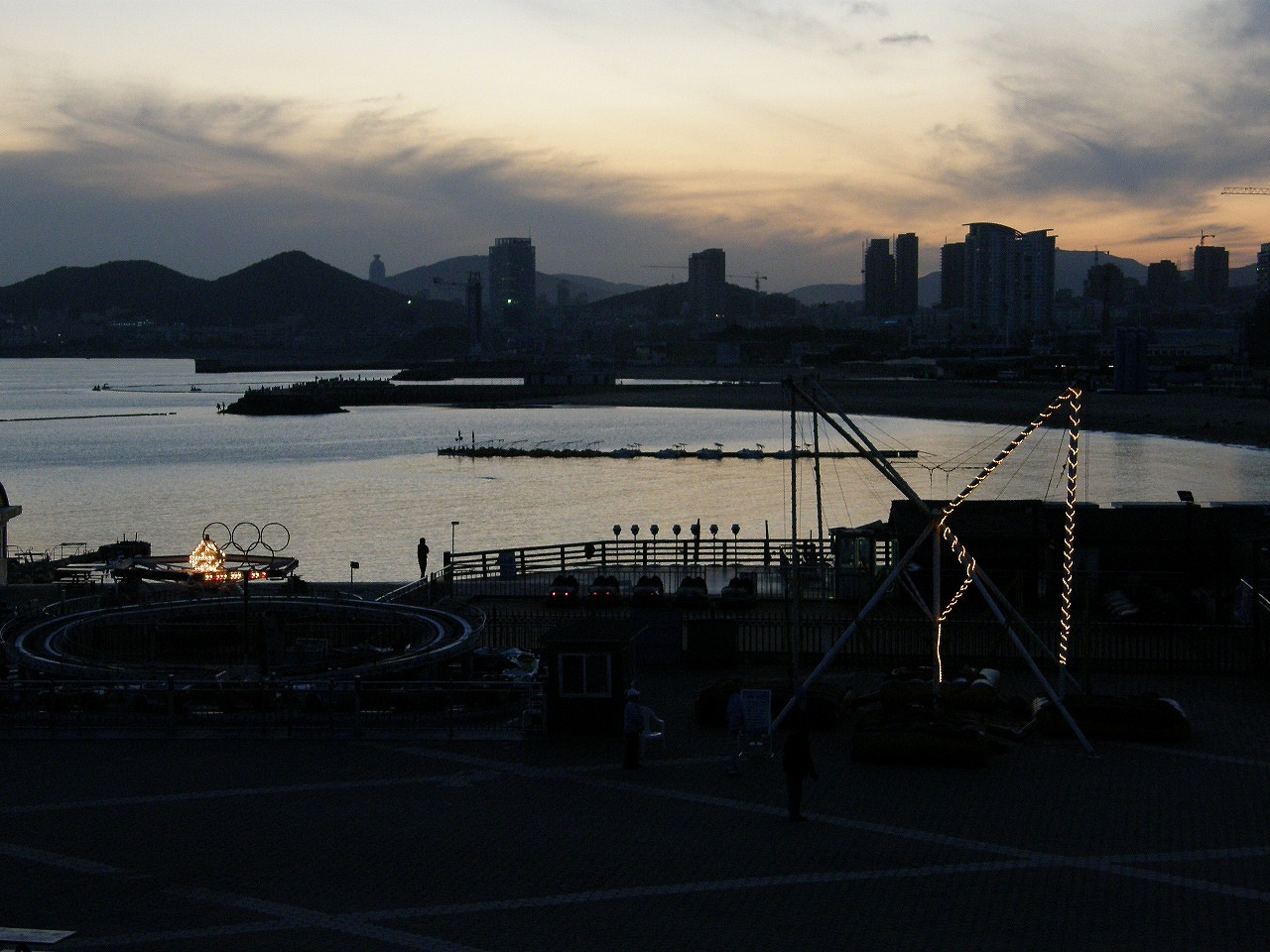
Vue large de la place
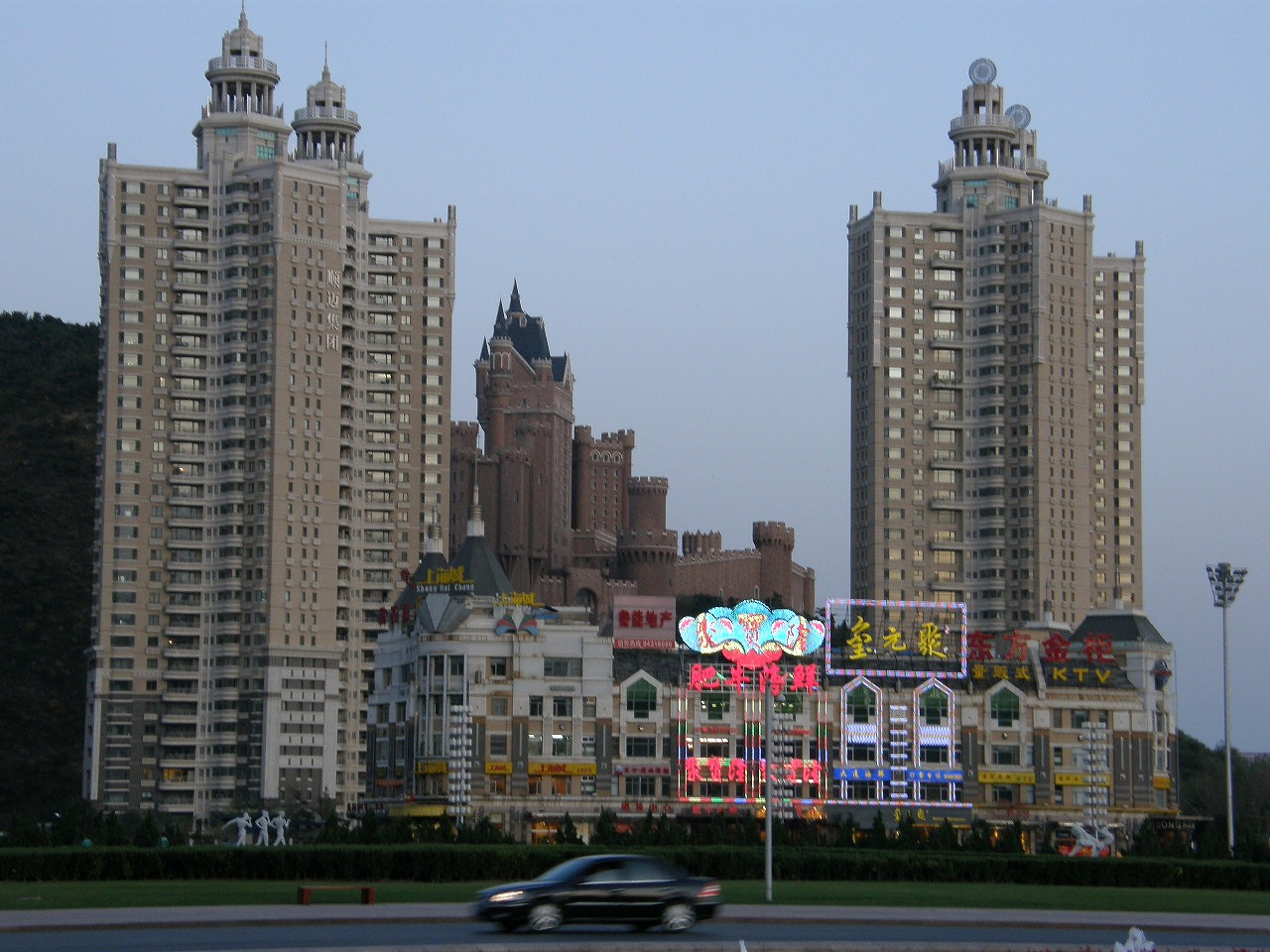
Est de la place
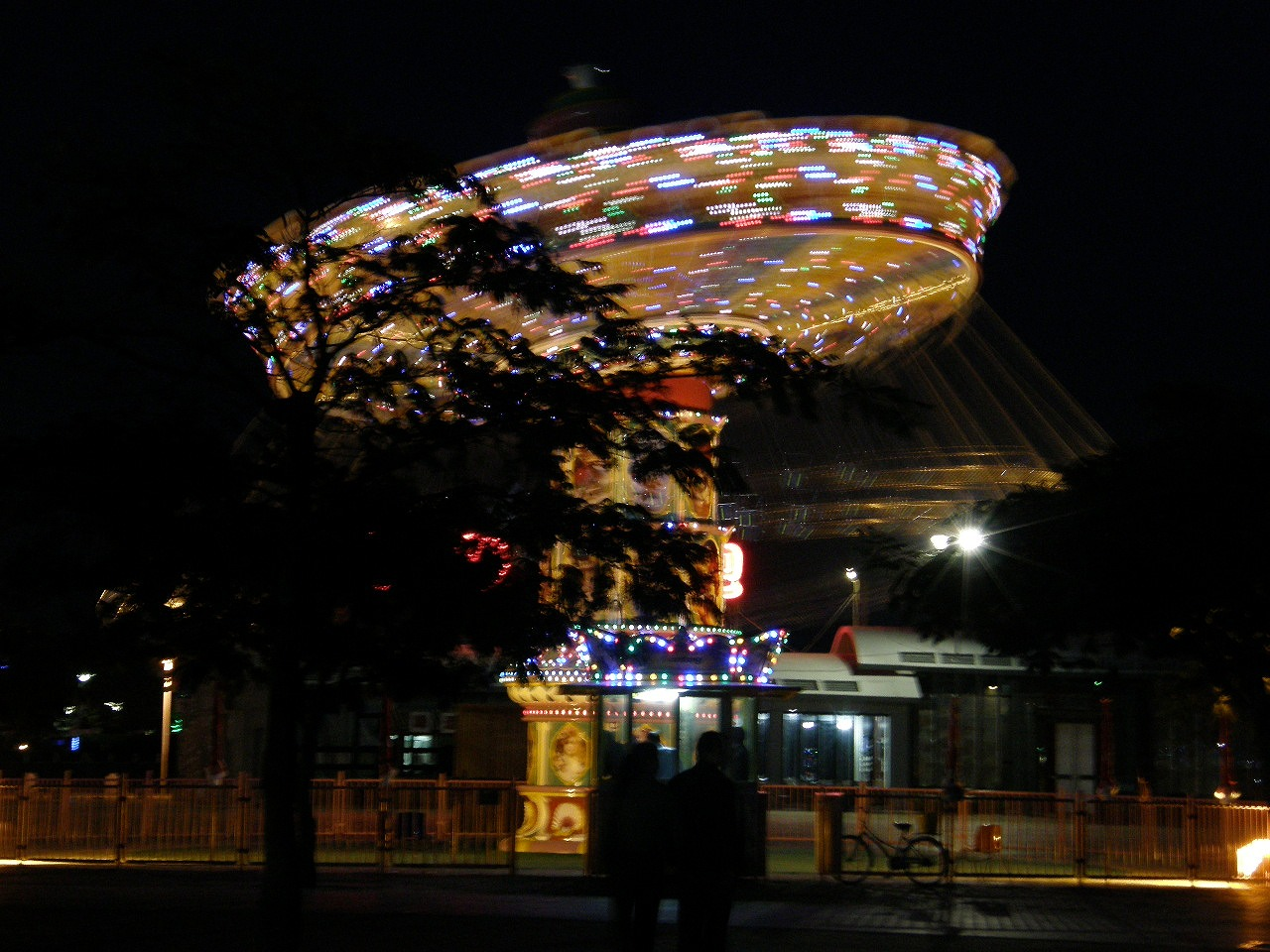
Parc de la place Xinghai
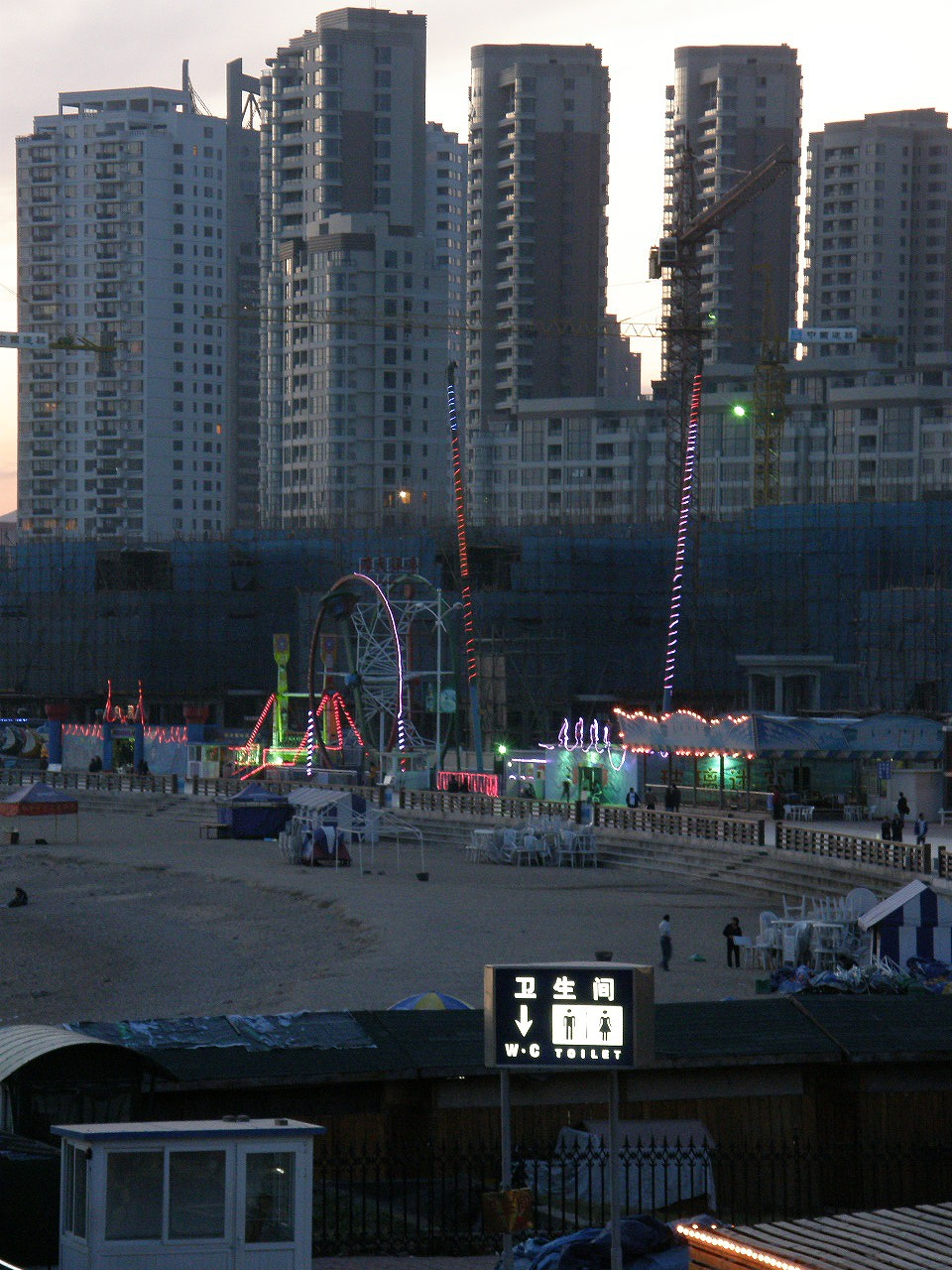
Faubourgs de la place
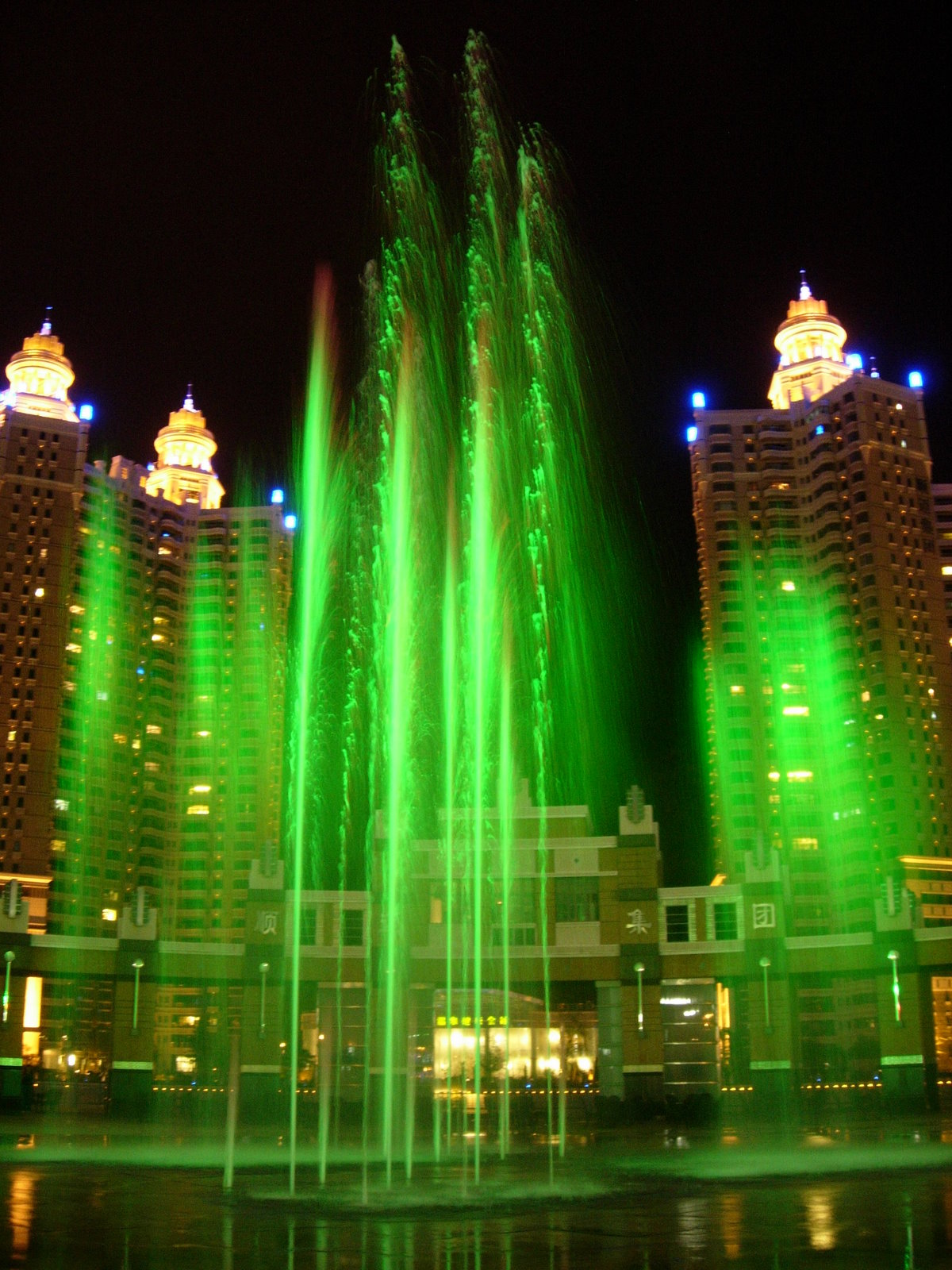
Fontaine musicale sur la place Xinghai